# 日本ケミカルシューズ工業組合
日本ケミカルシューズ工業組合（にほんけみかるしゅーずこうぎょうくみあい、英文名称Japan Chemical Shoes Industrial Association）は、日本の靴メーカーの業界団体。 
組織の名前に「ケミカルシューズ（塩化ビニールなどの合成樹脂を使用したケミカル素材（合成皮革）で作った靴）」という文字が入っているものの、ドルショックや二度にわたるオイルショックを経て、現在では合成皮革や人工皮革を用いた靴だけでなく、組合員の半分近くが革靴を生産している。

## 概要
会社設立
- 1957年2月[2]

代表者
- 河野忠友（理事長）[2]

会員数
- 89[2]

事業内容
- 見本市「日本グランドシューズコレクション」の開催[2]
- ファッションシューズコンテスト」の開催[2]
- 靴プランナー育成講座」の開催[2]
- 「神戸シューズブランド化事業」[2]
- 「くつっ子まつり」の開催[2]
- 靴に関する調査・研究、情報収集活動など[2]

## エピソード
産婦人科医・宋美玄の外祖父であり、かつて日本ケミカルシューズ工業組合副理事長を務めた在日朝鮮人の韓皙曦（ハン・ソッキ、日本名：西原基一郎）著『人生は七転八起:私の在日七〇年』（岩波書店、1997年）によれば、同組合はもともと1957年、神戸の東と西にあった二つの協同組合と、朝鮮人の協同組合、そのいずれにも属さないケミカルシューズメーカーの四者が集まってできたものだったという。組合の団結のスローガンは「東なく西なし、煙突の大小、民族の如何を問わず、一本の旗の下に」。当初は兵庫県内の組合だったが、のちに中小企業団体組織法に基づき全国一円をまとめる組合となった。

## 沿革
- 1957年2月：ケミカルシューズ工業会設立（会員206社）
- 1959年3月：ケミカルシューズの定義確立
- 1959年5月：ケミカルシューズ工業組合に組織変更（大阪通商産業局認可）
- 1963年12月：日本ケミカルシューズ工業組合と改称、全国組織に組織変更（通商産業省（当時）認可）
- 1964年7月：第1回 ケミカルシューズ創作コンクールを開催
- 1965年3月：ロンドンでの「日本履物特別展示会」に参加
- 1966年2月：家庭用品品質表示法に基づく合成皮革に対する表示開始
- 1967年7月：ケミカルシューズ製造業が中小企業近代化促進法の業種指定
- 1968年8月：台湾・香港の現地初調査
- 1968年10月：ニューヨークにおける海外貿易会議に参加
- 1973年1月：第1回 ケミカルシューズ・カーニバルを神戸さんちか広場で開催
- 1973年2月：ケミカルシューズ産業会館竣工
- 1974年3月：第3次中小企業近代化促進法の業種指定
- 1974年9月：イタリー靴技術者を初招へいし製靴技術講座実施
- 1974年9月：神戸ファッションシューズ輸出入協同組合設立
- 1975年2月：ニューヨーク・シューズショーに業界初参加
- 1975年8月：日本ケミカルシューズ工業組合規格（甲材・底材・中底材・試験方法）制定
- 1976年12月：ケミカルシューズハンドブック刊行
- 1978年5月：イタリー製靴組合と当組合が友好協定に調印
- 1978年9月：縫製工養成講座初開講
- 1979年8月：ケミカルシューズ製造業が産地中小企業対策臨時措置法で指定
- 1979年10月：日・伊、靴・資材・機械展、KIMEXを初開催
- 1981年1月：産地ブランドのデザイン決定
- 1981年9月：デュッセルドルフ国際見本市に初出展
- 1981年10月：第1回 ファッションシューズコンテスト開催
- 1984年4月：地域フロンティア技術開発事業、「ケミカルシューズの自動化・省力化システムの開発」に着手
- 1986年7月：見本市開催30周年記念事業実施
- 1986年9月：中小企業事業転換対策事業（産地活性化事業)着手
- 1987年6月：組合創立30周年記念事業実施
- 1987年6月：視察団を編成し韓国靴業界を初訪問
- 1988年4月：視察団を編成し中国靴業界を初訪問
- 1989年11月：履物共通商品コードの研究に着手
- 1989年11月：WFF神戸トータルファッションフェアに参加
- 1990年7月：人材確保推進事業に着手
- 1991年11月：ケミカルシューズ大運動会開催（しあわせの村）
- 1991年12月：中華民国靴業界赴日貿易訪問団　来神
- 1992年8月：五大都市海外展（フランクフルト）に出展
- 1993年1月：「シューズフェスタ in 神戸ハーバーランド」開催
- 1993年10月：優良組合として通産大臣表彰受賞
- 1994年10月：ルミナス神戸にてファッション交流会開催
- 1995年1月：阪神・淡路大震災発生 ケミカルシューズ業界3,000億円の被害
- 1995年5月：ケミカルシューズ産業復興検討特別委員会開催
- 1996年6月：ケミカルシューズ産業復興研究会発足
- 1996年7月：集積活性化事業スタート
- 1997年5月：40周年記念式典開催
- 1998年5月：第100回 日本グランドシューズコレクション（見本市）開催
- 1998年9月：イタリア アルス靴学院に１名派遣
- 1999年1月：アパレル業界との異業種交流会開催
- 1999年3月：ファッションシューズコンテスト開催
- 1999年5月：JR新長田駅前広場に靴のモニュメントを神戸市に寄贈
- 1999年11月：ケミカルシューズ大運動会開催（しあわせの村）
- 2005年3月：神戸コレクションに参加
- 2005年7月：靴プランナー育成講座開講